# Zemský okres Wesel
Zemský okres Wesel (německy Kreis Wesel) se nachází v německé spolkové zemi Severní Porýní-Vestfálsko. Hlavním městem zemského okresu je Wesel.

## Geografie
Wesel sousedí se zemskými okresy Kleve, Borken a Recklinghausen a s městy Duisburg, Oberhausen a Bottrop.

## Historie
Zemský okres existuje od roku 1975.

## Města a obce
| Města: 1. Dinslaken 2. Hamminkeln 3. Kamp-Lintfort 4. Moers 5. Neukirchen-Vluyn 6. Rheinberg 7. Voerde 8. Wesel 9. Xanten | Obce: 1. Alpen 2. Hünxe 3. Schermbeck 4. Sonsbeck |